# NGC 1658
NGC 1658 este o galaxie spirală situată în constelația Dalta. A fost descoperită în 1 decembrie 1837 de către John Herschel. Se află la o distanță de 77,98 de megaparseci de Pământ.